# Colpo di Stato in Sudan del 2021
Il colpo di Stato in Sudan avvenne il 25 ottobre del 2021, quando l'esercito sudanese arrestò il primo ministro del governo di transizione sudanese, Abdalla Hamdok, ponendolo agli arresti domiciliari. Il governo civile venne sospeso e il ministero dell'Informazione invitò la popolazione alla resistenza pacifica. Il colpo di Stato venne guidato dal generale Abdel Fattah al-Burhan, che giustificò la sua decisione menzionando la situazione di instabilità politica del paese.
In reazione al colpo di Stato, decine di migliaia di persone parteciparono a manifestazioni di protesta, duramente represse dagli apparati militari.
A novembre 2021 venne creato un nuovo organo di governo del paese, il Consiglio Sovrano, con a capo lo stesso generale Abdel Fattah al-Burhan e con il generale Mohamed Hamdan Dagalo come vice. Nello stesso mese Abdalla Hamdok venne reintegrato come primo ministro, ma si dimise il 2 gennaio 2022 sostenendo di non essere riuscito a ottenere garanzie sul trasferimento dei poteri dai militari ai civili.
Il 5 dicembre 2022 venne raggiunto un accordo tra la giunta militare che controllava il paese e i dirigenti di Forze per la Libertà e il Cambiamento, il più grande gruppo pro-democrazia del paese: tale accordo prevedeva un periodo di transizione di due anni che avrebbe portato all'elezione di un nuovo primo ministro, ma fu oggetto di critiche da altri gruppi pro-democrazia a causa della sua vaghezza. Nonostante l'accordo, nell'aprile 2023 gli scontri tra l'esercito e il gruppo paramilitare delle Rapid Support Forces diedero inizio a un nuovo conflitto.

## Contesto

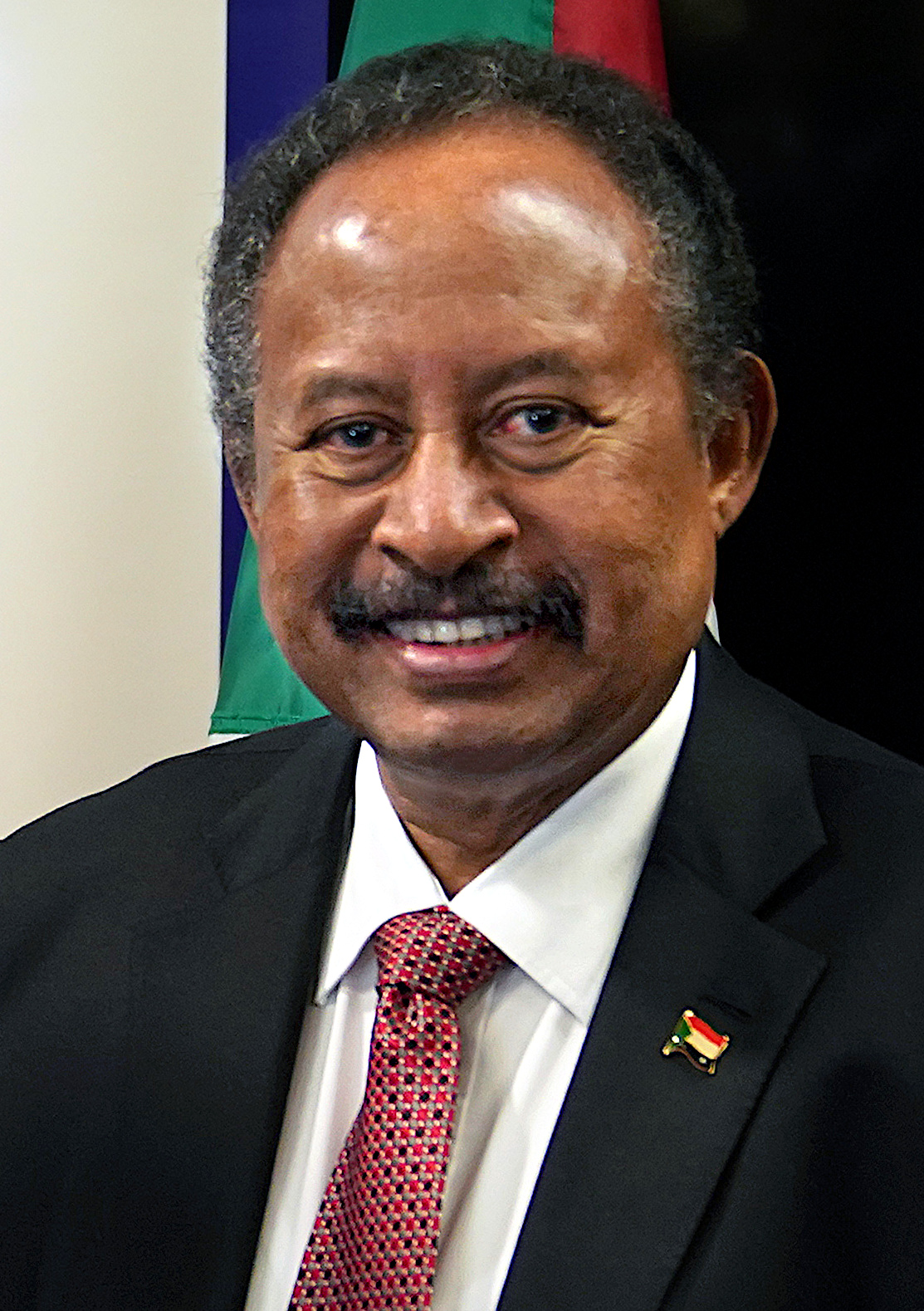
Il primo ministro del governo di transizione Abdalla Hamdok

Negli anni precedenti il Sudan era stato interessato da un periodo di forte instabilità politica: ad aprile 2019 l'allora presidente del paese Omar Al Bashir, al potere da più di trent'anni, venne destituito e arrestato dall'esercito a seguito di un colpo di Stato e di partecipate proteste popolari contro il suo regime. Nei mesi successivi le forze di opposizione a Bashir e l'esercito provarono a raggiungere un accordo per un governo di transizione e per un futuro passaggio del potere dai militari ai civili. Questo periodo fu caratterizzato da numerose manifestazioni contro i militari e a favore della democrazia, duramente represse dall'esercito e dal gruppo paramilitare delle Rapid Support Forces.
Un primo accordo a maggio 2019 venne rapidamente accantonato il mese dopo, quando l'esercito annunciò unilateralmente nuove elezioni. Un secondo accordo convalidato ad agosto del 2019 portò a un governo di transizione, della durata prevista di tre anni e gestito congiuntamente da militari e civili. Venne nominato primo ministro Abdalla Hamdok, ex vice segretario esecutivo della Commissione Economica per l'Africa delle Nazioni Unite.
Il governo provvisorio portò avanti alcune riforme per garantire la libertà di culto, ridurre l'influenza della religione nella società e proibire la pratica delle mutilazioni genitali femminili, e raggiunse un accordo di pace con i ribelli del Fronte Rivoluzionario del Sudan. Allo stesso tempo, la situazione politica rimase tesa a causa di un attentato fallito contro il primo ministro e due tentativi di colpi di Stato. Anche la situazione economica rimase precaria: per gestire l'ingente debito pubblico il governo ottenne un prestito dal Fondo Monetario Internazionale, ridusse alcuni sussidi sui carburanti e sul pane, e guidò un processo di svalutazione della valuta locale, la sterlina sudanese. Allo stesso tempo il tasso di inflazione raggiunse livelli estremamente elevati, arrivando al 359.09% nel 2021. L'instabilità politica e economica portò a numerose proteste contro il governo di transizione e le sue politiche economiche e a favore di una presa del potere da parte dei militari.
Nel settembre 2021, membri del gruppo etnico dei Begia bloccarono il porto di Port Sudan, impedendo il passaggio di merci essenziali come carburante e cereali e chiedendo un nuovo governo al posto del governo di transizione. Alcuni opponenti del successivo colpo di stato dichiararono che il blocco era avvenuto con il sostegno dei militari. A seguito del colpo di stato, il blocco venne sospeso.

## Il colpo di stato

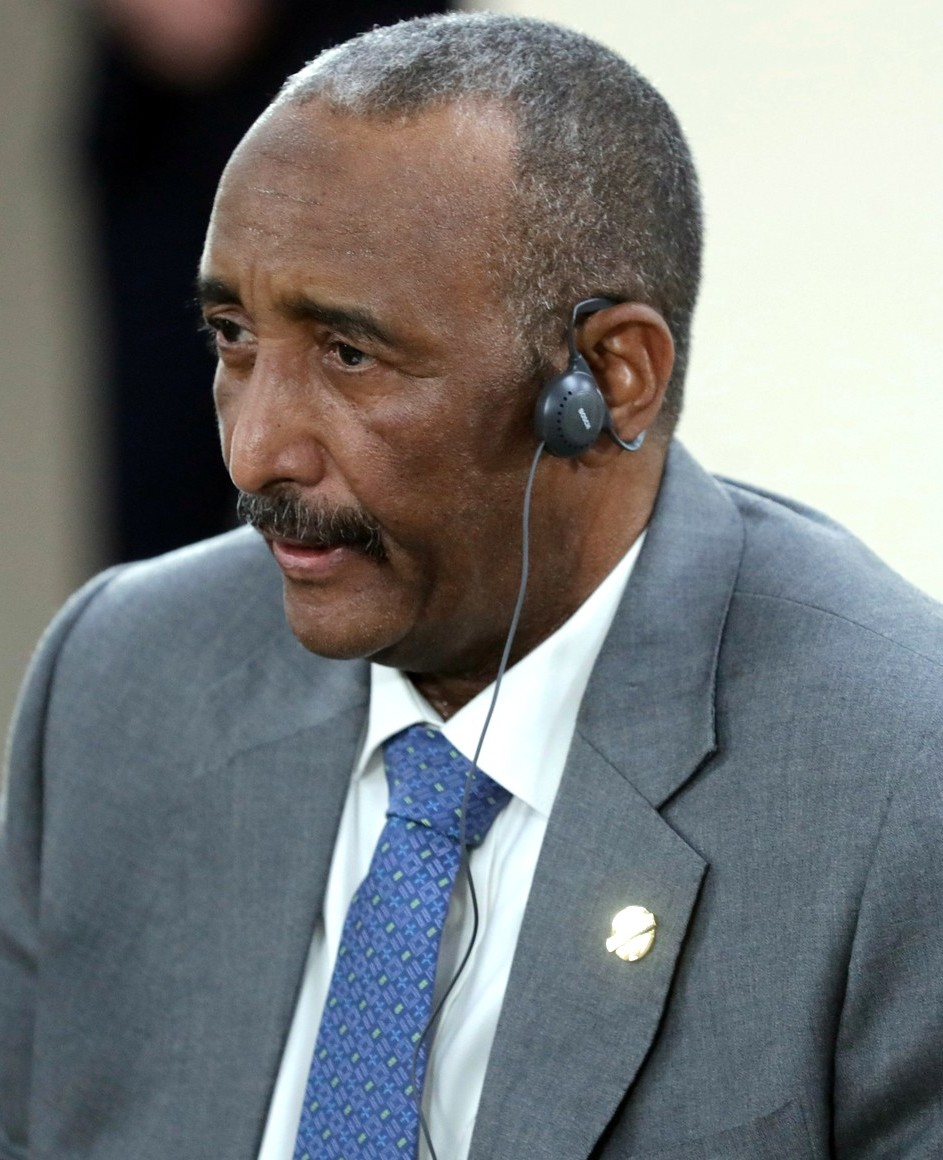
Il generale Abdel Fattah Abdelrahman Burhan, organizzatore del colpo di stato

Nelle prime ore di lunedì 25 ottobre 2021 i militari sudanesi arrestarono il primo ministro del governo transitorio Abdalla Hamdok e sua moglie e li portarono in una località sconosciuta. In un messaggio su Facebook, il ministro dell'informazione dichiarò che il primo ministro si era rifiutato di accettare il colpo di stato dell'esercito e che perciò era stato arrestato.
Vennero arrestati anche vari membri del governo di transizione: fra gli altri, il consigliere del primo ministro Faisal Mohammed Saleh, il ministro dell'industria Ibrahim al-Sheikh, il ministro dell'informazione Hamza Baloul, il ministro delle telecomunicazioni Hashem Hassab Alrasoul, il ministro del commercio Ali Geddo, il ministro dei giovani e dello sport Youssef Adam. I militari arrestarono anche il governatore di Khartum Ayman Khalid e il portavoce del Consiglio sovrano Mohammed al-Fiky Suliman. Le linee di telecomunicazione vennero interrotte e i collegamenti stradali verso Khartum vennero presidiati dai militari.
In una conferenza stampa il generale Abdel Fattah Abdelrahman Burhan, responsabile del colpo di stato, motivò il rovesciamento del governo transitorio e la dichiarazione di uno stato di emergenza con la necessità di fermare le dispute all'interno delle fazioni politiche del paese. Il generale dichiarò che un consiglio militare avrebbe governato fino a nuove elezioni previste nel luglio 2023. Assieme al governo provvisorio, vennero sciolti anche il Consiglio supremo e vari organi di governo locale.

## Conseguenze

### Le reazioni

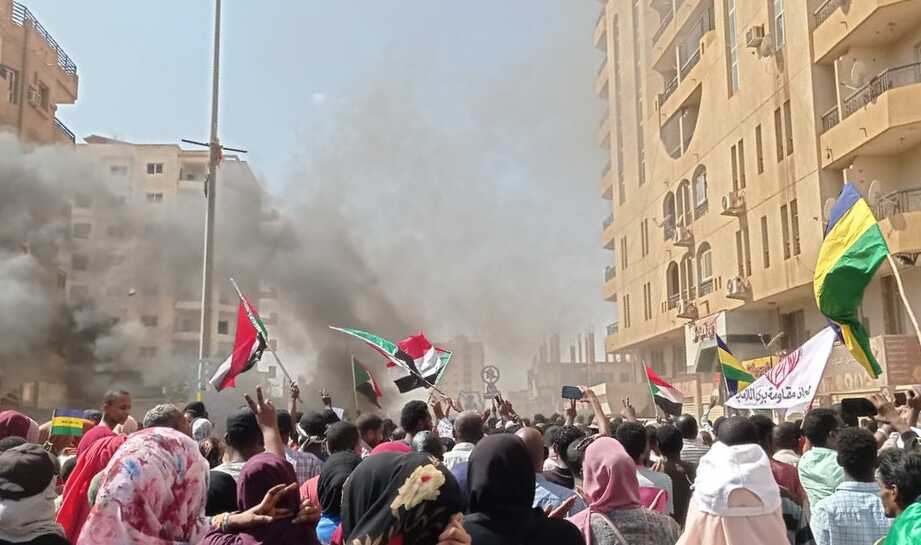
Proteste contro l'avvenuto colpo di stato in Sudan

La presa del potere dei militari fu seguita per diversi mesi da delle proteste contro il colpo di stato a Khartum, duramente represse dai militari con decine di persone uccise e centinaia ferite.. La Banca Mondiale e gli Stati Uniti interruppero gli aiuti economici al paese e l'Unione Africana sospese il Sudan, escludendolo dalle sue attività.

### Il governo militare
A seguito del colpo di stato, il generale Abdel Fattah Abdelrahman Burhan nominò un nuovo Consiglio sovrano presieduto da lui medesimo. Come vice nominò il generale Mohamed Hamdan Dagalo, comandante del gruppo paramilitare delle Rapid Support Forces. Entrambi gli uomini avevano già presieduto il Consiglio sovrano formatosi a seguito del colpo di stato del 2019. Successivamente alcuni dei ministri precedentemente arrestati vennero liberati, e il 21 novembre 2021 venne raggiunto un accordo secondo il quale Abdalla Hamdok sarebbe dovuto essere reintegrato come primo ministro e il controllo del paese sarebbe stato ceduto dai militari dopo un mese.

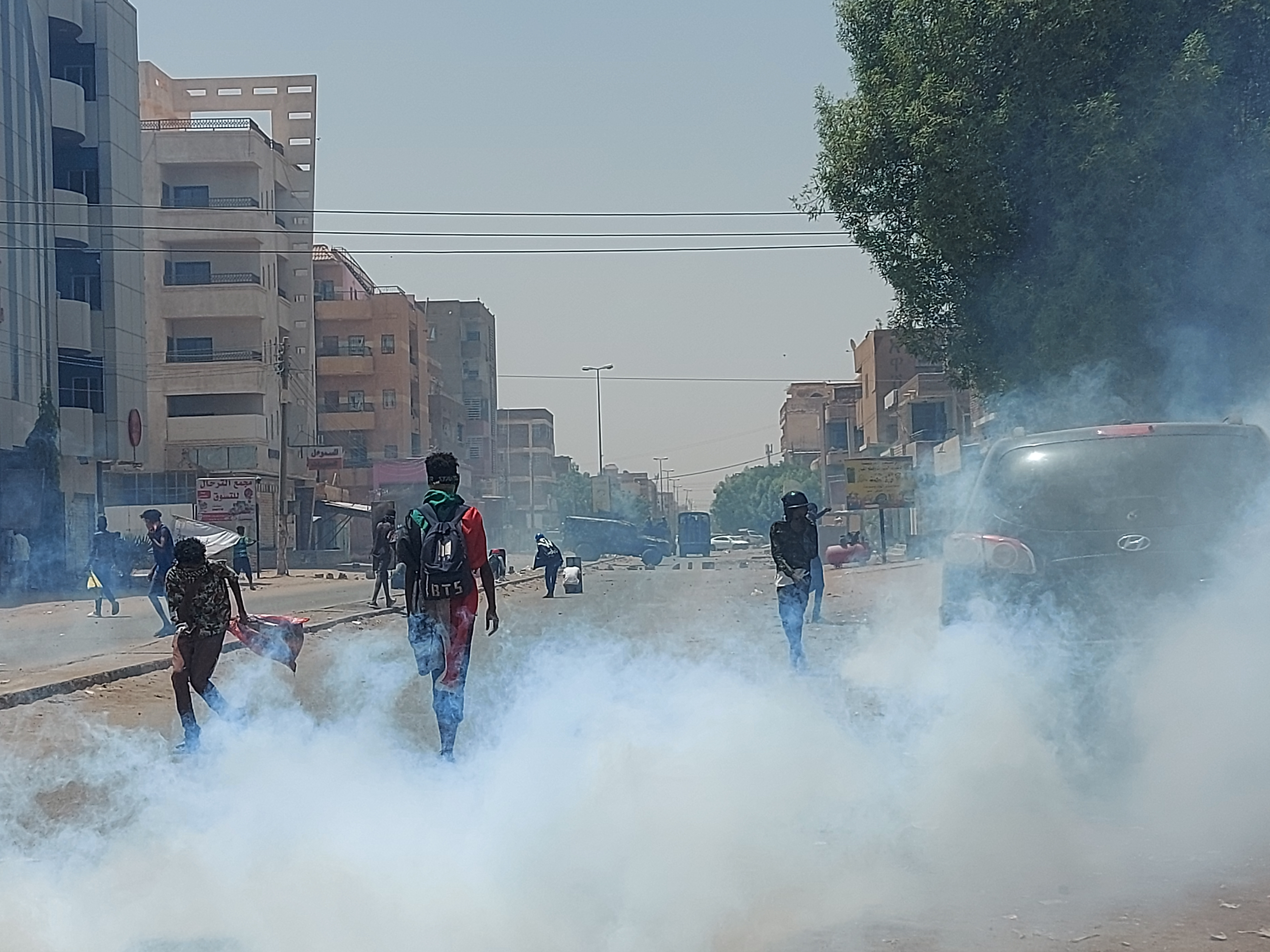
Manifestazioni di protesta a Khartum nel 2022

Hamdok diede le sue dimissioni il 2 gennaio 2022, sostenendo di non avere ottenuto sufficienti garanzie sull'effettivo passaggio di potere dai militari ai civili. I militari, che già godevano di una forte influenza nel governo transitorio, ripresero interamente il potere. A seguito di partecipate proteste popolari contro il regime dei militari, duramente represse dall'esercito con decine di morti, a luglio 2022 il generale Abdel Fattah Abdelrahman Burhan annunciò che l'esercito avrebbe permesso la formazione di un governo civile.

### L'accordo di transizione
Il 5 dicembre 2022 venne raggiunto un accordo tra la giunta militare e le Forze per la Libertà e il Cambiamento, il principale gruppo pro-democrazia del paese: l'accordo prevedeva che le Forze per la Libertà e il Cambiamento presidiassero per due anni la transizione verso la democrazia, e che il gruppo paramilitare delle Rapid Support Forces vennisse integrato nell'esercito. L'accordo venne criticato per la sua vaghezza e per il fatto che molti dei suoi punti erano contenuti anche nel precedente accordo tra militari e civili a seguito del colpo di stato del 2019. In particolare, l'accordo non definiva un inizio preciso del periodo di transizione, non chiariva completamente il ruolo delle forze armate e dei gruppi paramilitari, e non poneva le basi per la creazione di un sistema giudiziario provvisorio. Alcuni importanti gruppi civili, fra cui i Comitati di resistenza sudanesi, rifiutarono l'accordo e invitarono la popolazione a protestare.

### Il conflitto armato
Il piano di integrazione delle Rapid Support Forces nell'esercito in base all'accordo produsse un aspro conflitto tra Abdel Fattah Abdelrahman Burhan e Mohamed Hamdan Dagalo. Il primo avrebbe voluto che la riunificazione delle due forze armate avvenisse nell'arco di due anni, mentre Hamdan Dagalo, che era anche il comandante del gruppo paramilitare, chiedeva un periodo più lungo di almeno dieci anni. L'unione delle Rapid Support Forces con l'esercito regolare avrebbe infatti fortemente ridotto il potere di Hamdan Dagalo. I due generali iniziarono a scambiarsi dure accuse reciproche e si prepararono ad uno scontro armato. A partire dal 15 aprile 2023 le tensioni sfociarono in scontri aperti a Khartum tra le Rapid Support Forces e l'Esercito sudanese, dando inizio a un lungo conflitto armato.

## Galleria d'immagini

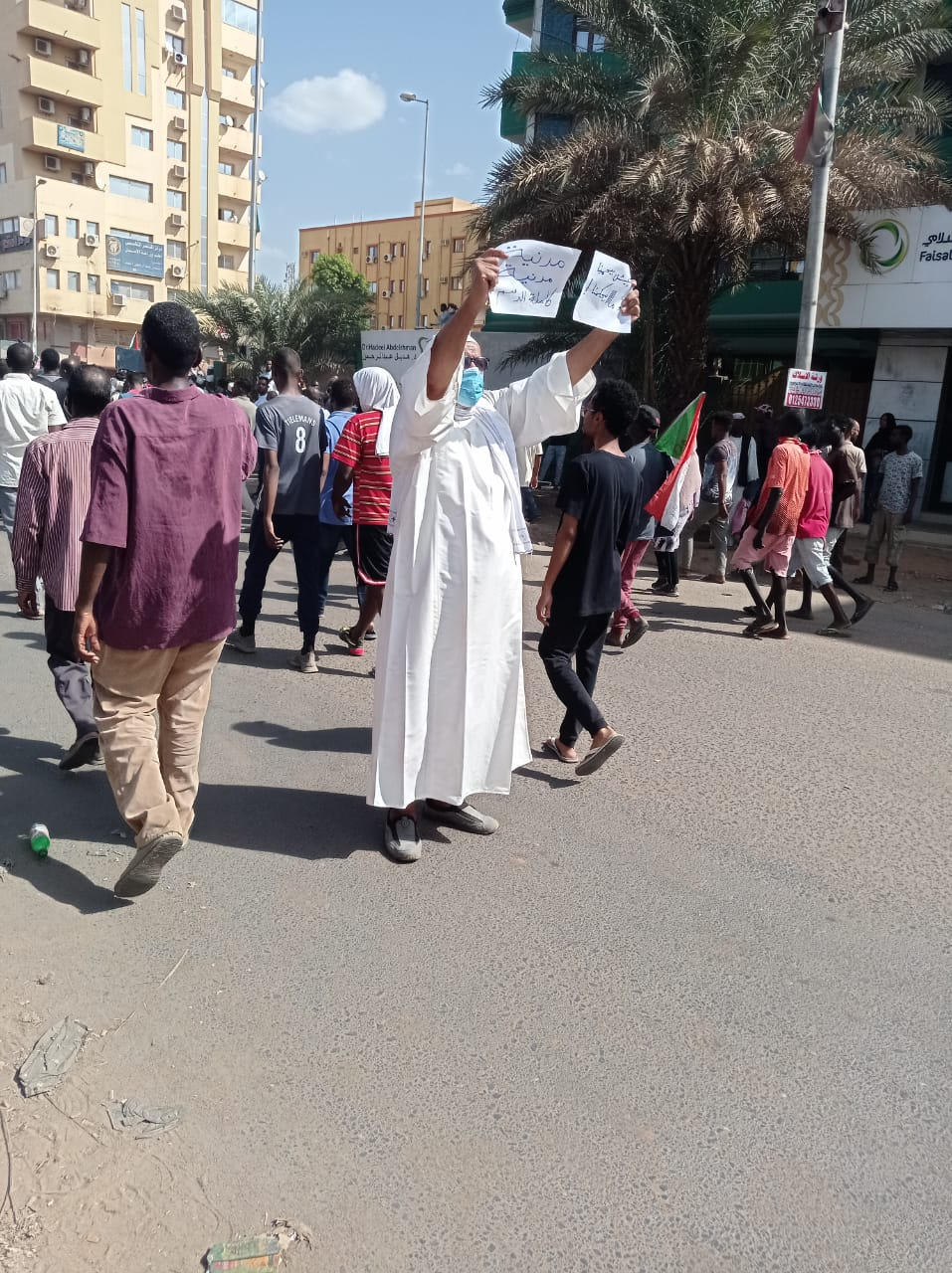
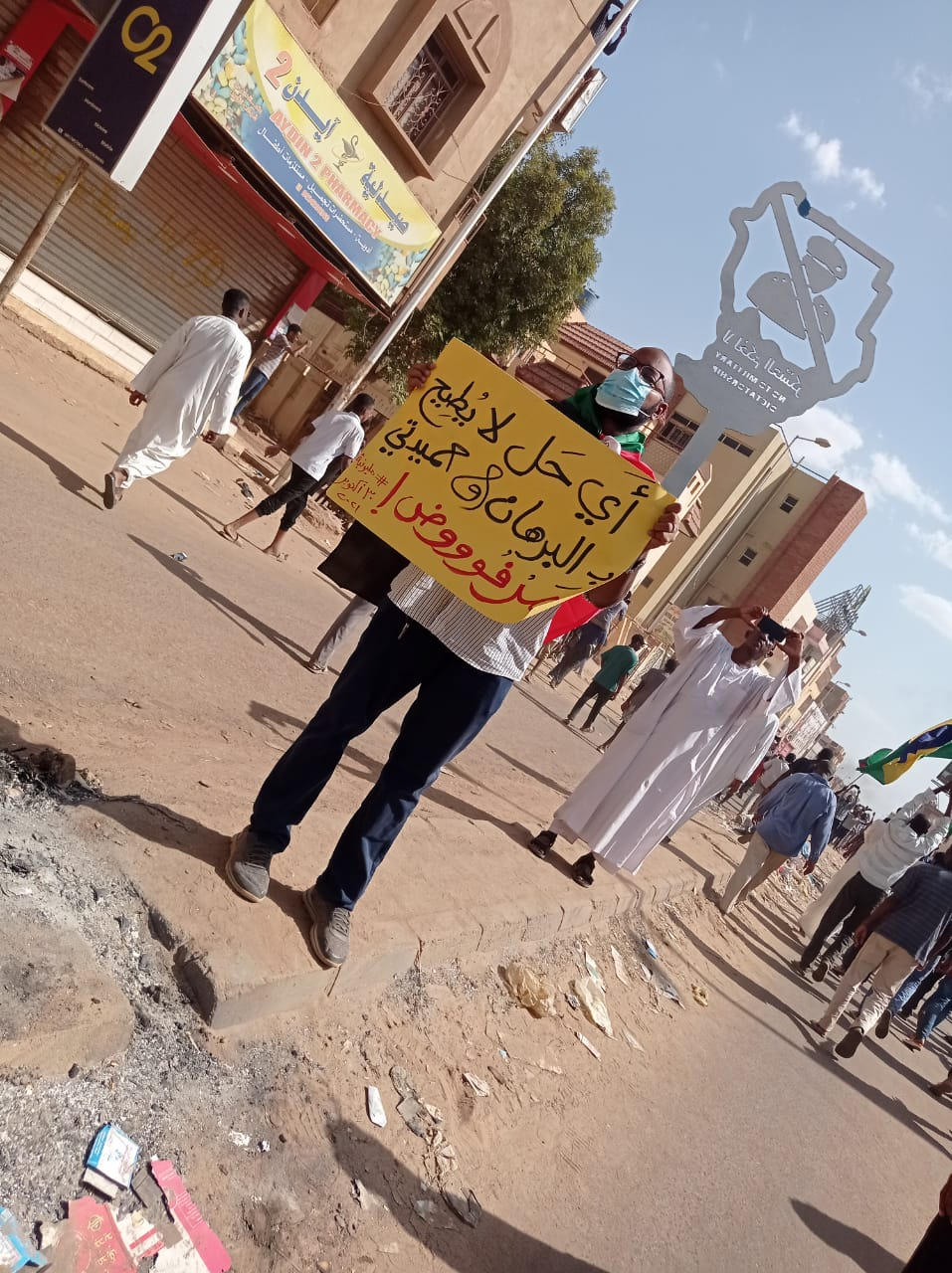
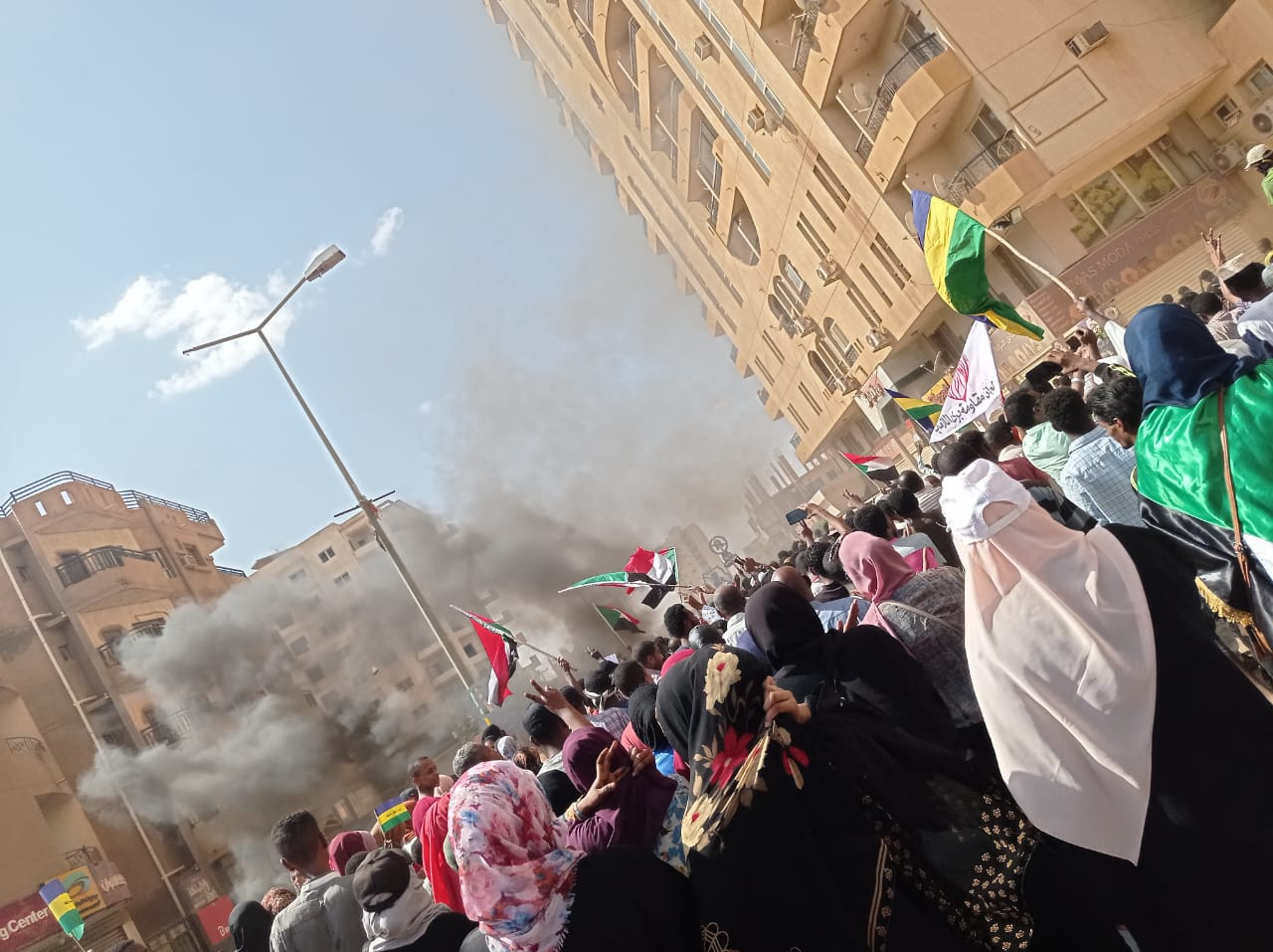
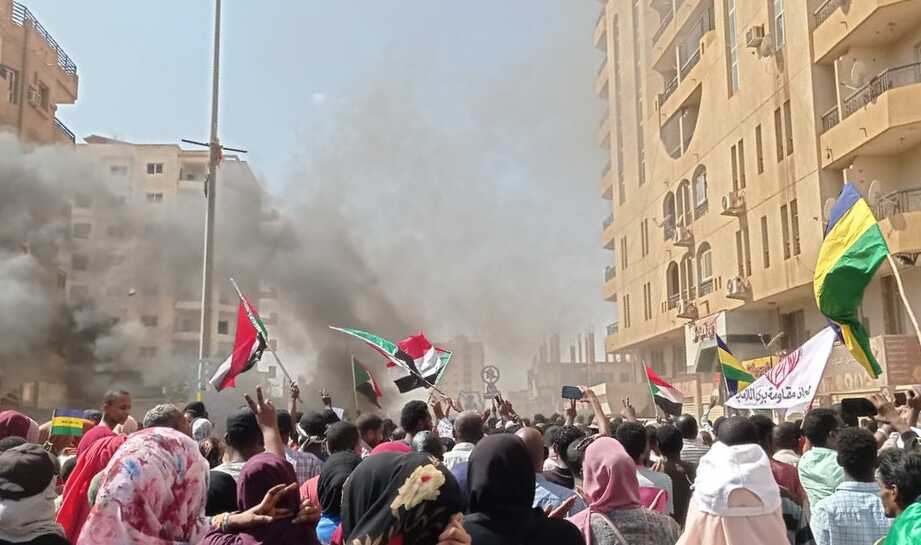